# 한경희 (기업인)
한경희(1964년 9월 30일 ~)는 한경희생활과학을 창립한 기업인이다. 교육부 사무관으로 5급 공무원이자 맞벌이 주부였던 시절 '스팀 청소기'를 개발해 공무원을 그만두고 가전제품 기업인 한경희생활과학을 창립하였다.